# 馬其頓尼亞足球會
喬爾切彼得羅夫馬其頓尼亞足球會是一支位於北马其頓共和國首都斯科普里乔尔切彼得罗夫市镇的職業足球會，目前於馬其頓甲組足球聯賽角逐。

## 外部連結
- Official Website （馬其頓文）
- Supporters Website （馬其頓文）
- Club info at MacedonianFootball （页面存档备份，存于） （英文）
- Football Federation of Macedonia （页面存档备份，存于） （馬其頓文）